# Gonçal Garcia
Gonçal Garcia (Aragó, segle xiii - ?, segle XIV) fou conseller dels reis de la Corona d'Aragó, i senyor nobiliari de diversos llocs del sud del Regne de València.
D'origen aragonés, va servir als reis Pere III, Alfons III, Jaume II i Alfons IV. Va jugar una major rellevància a la cort jaumina arran de la campanya de conquesta del Regne de Múrcia, i serà l'encarregat per delimitar la frontera meridional valenciana amb Castella. Garcia seria el representant reial en la negociació i signatura de la Sentència de Torrelles (1304), rubricada l'any següent a Elx per les dues Corones. Va prendre part de l'host de la campanya contra Granada. També va ser el Porter de la Casa de la Reina Blanca de Nàpols, i a la mort d'aquesta, Cambrer i Reboster de la Casa de la infanta castellana Elionor, promesa del primogènit de Jaume II.
Com a senyor feudal, va adquirir la vila i el castell de Moixent i la Daia, i va poblar la Font de la Figuera. En 1304 rep de Jaume II els llocs de Monòver i Xinosa (també incloïa el Pinós, l'Alguenya i la Romana). En 1321 compra la vila de Jumella. Al 1328 rep nous privilegis en aquestes possessions per part d'Alfons IV, com a recompensa per part adoptat els Furs de València, tot renunciant als d'Aragó.
De la familia dels Maça, no va emprar aquest llinatge. Es va casar en dues ocasions. Primer amb Thoda Pérez de Albero, i després amb Elfa Ortiz de Lizana, filla de Ferran Maza de Lizana i germana de Pere, senyor de Moixent. Va ser succeït pel seu fill Pere Garcia Maça III.